# William Kennedy (Autor)
William Joseph Kennedy (* 16. Januar 1928 in Albany, New York) ist ein US-amerikanischer Schriftsteller, der 1984 für seinen Roman Ironweed den Pulitzer-Preis für Romane erhielt.

## Biografie
Nach dem Schulbesuch studierte er am Siena College und erwarb dort 1949 einen Bachelor of Arts (B.A.). Im Anschluss leistete er zwischen 1950 und 1952 seinen Militärdienst in der US Army, ehe er viele Jahre als Journalist tätig war. Zunächst war er Sportjournalist und Kolumnist beim Glens Falls Post Star und dann von 1952 bis 1956 Reporter bei der Albany Times-Union sowie stellvertretender geschäftsführender Herausgeber und Kolumnist des Puerto Rico World Journal. Nach einer kurzzeitigen Tätigkeit als Reporter bei der Tageszeitung The Miami Herald im Jahr 1957 war er zwischen 1957 und 1959 Korrespondent von Time-Life in Puerto Rico. Im Anschluss war er zwei Jahre Geschäftsführender Herausgeber der neugegründeten Tageszeitung The San Juan Star, ehe er zwischen 1961 und 1970 Journalist und Filmkritiker bei The Albany Times-Union war. Danach war er Herausgeber von Büchern und schließlich von 1974 bis 1982 Lecturer an der State University of New York.
Kennedy gab sein Romandebüt mit The Ink Truck und verfasste in der Folgezeit weitere Romane wie Legs (1975) über den Gangster Jack „Legs“ Diamond und Billy Phelan's Greatest Game (1978).
Nach einer einjährigen Tätigkeit als Gastprofessor für die englische Sprache zwischen 1982 und 1983 an der Cornell University wurde er 1983 Professor für die englische Sprache an der State University of New York.
1983 erschien sein Roman Ironweed, für den er 1983 nicht nur ein Stipendium der John D. und Catherine T. MacArthur Foundation (MacArthur Fellowship), sondern 1984 auch den Pulitzer-Preis erhielt. Dabei ging es über die Heimkehr eines ehemaligen Baseball-Stars, der nunmehr zu einem heruntergekommenen, weinerlichen Trinker wurde. In dem auf dem Roman basierenden Film Ironweed von Héctor Babenco (1987), der in den deutschen Kinos unter dem Titel Wolfsmilch lief, lieferte Jack Nicholson ein detailgetreue Darstellung der Hauptfigur „Francis Phelan“.
Nach dem Buch O Albany! (1983) war er außerdem 1984 neben Francis Ford Coppola Co-Autor des Drehbuchs von dessen Kinofilm Cotton Club.
Später erschienen mit Quinn's Book (1988), Very Old Bones (1992), The Flaming Corsage (1996) und Roscoe (2002) vier weitere Romane, die er als „Albany-Zyklus“ seiner Heimatstadt widmete.
1993 veröffentlichte er unter dem Titel Riding the Yellow Trolley Car eine Sammlung von Essays und verfasste mit Grand View (1996) auch ein Theaterstück.
Seit 1993 ist er gewähltes Mitglied der American Academy of Arts and Letters und seit 2002 der American Academy of Arts and Sciences.

## Auszeichnungen
- 1993: Ordre des Arts et des Lettres (Komtur)[3]

## Hintergrundliteratur
- E. C. Reilly: William Kennedy, Biografie (1991)